# Catalão

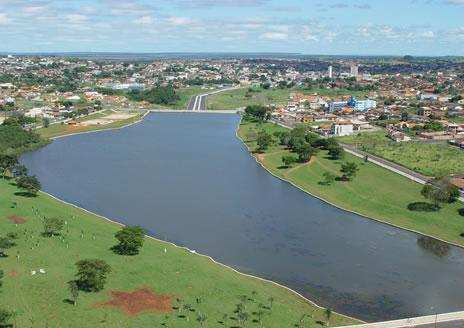
Catalão.

Catalão es un municipio brasileño del estado de Goiás. Se encuentra en el sureste del mismo, a los 47º 56' 47" W de longitud y 18º 09' 57" S de latitud. Su altitud central es de 835 m s. n. m. Su población en 2007 era de aproximadamente 75.623 habitantes. La superficie del municipio es de 3778 km² y su PIB en 2005 era de poco más de 2500 millones de reales (cerca de 1400 millones de dólares estadounidenses). Es un importante centro agrario, comercial, de servizos y sobre todo, industrial del estado de Goiás.

## Historia

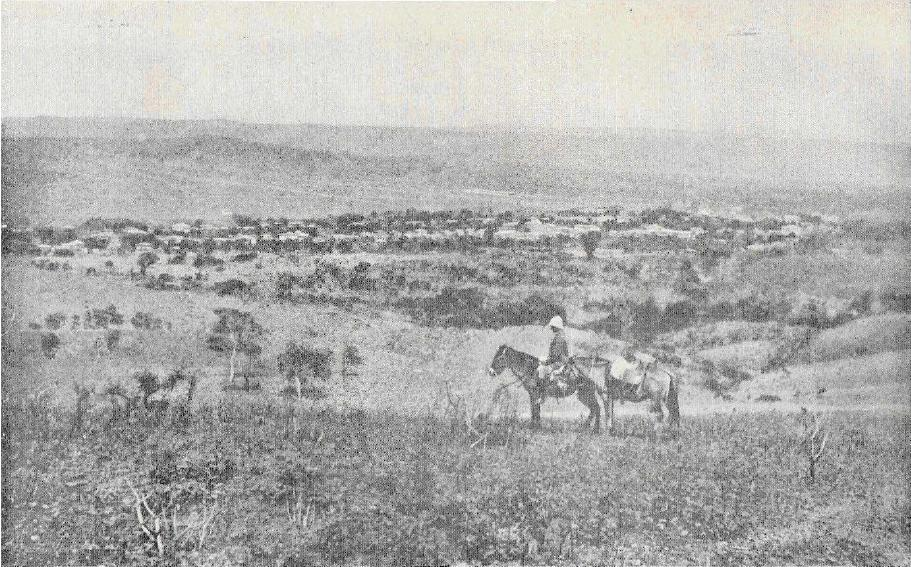
Al fondo, Catalão en 1892.

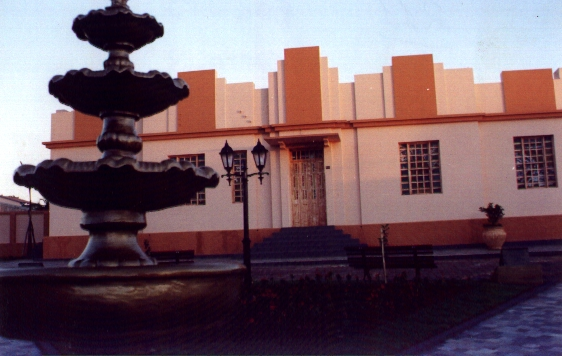
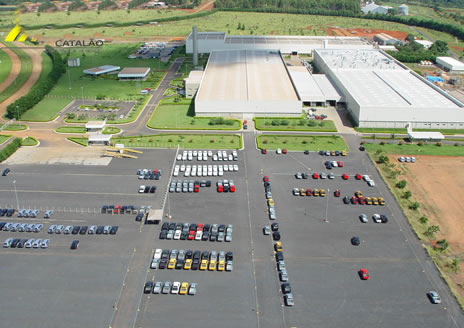
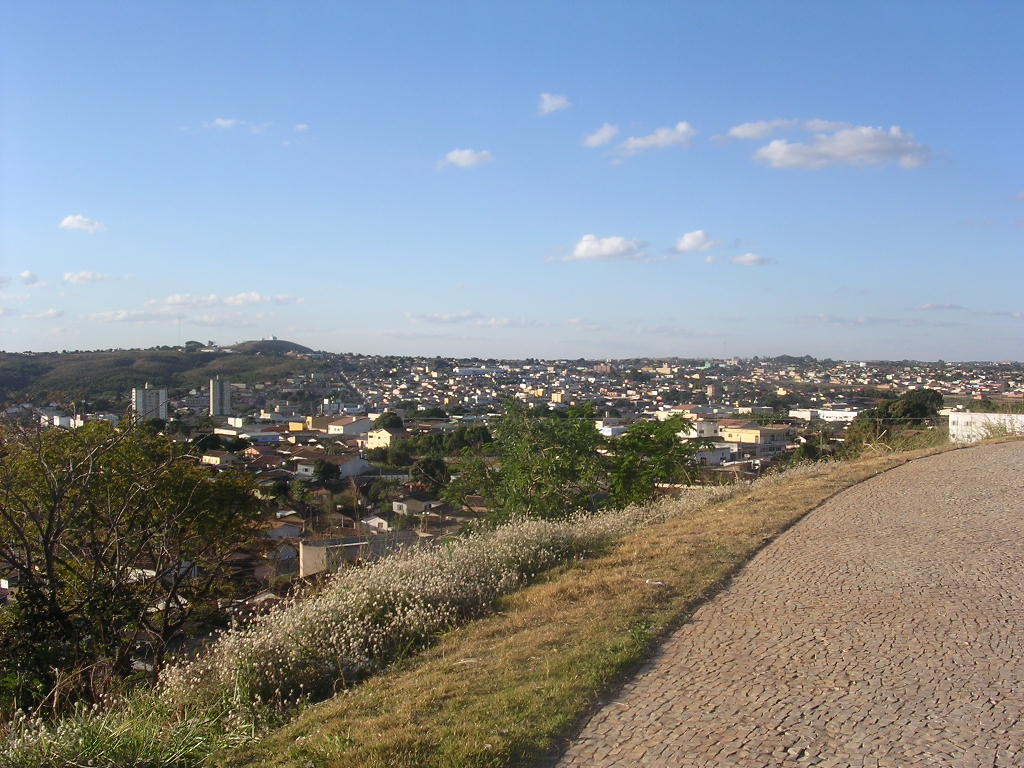
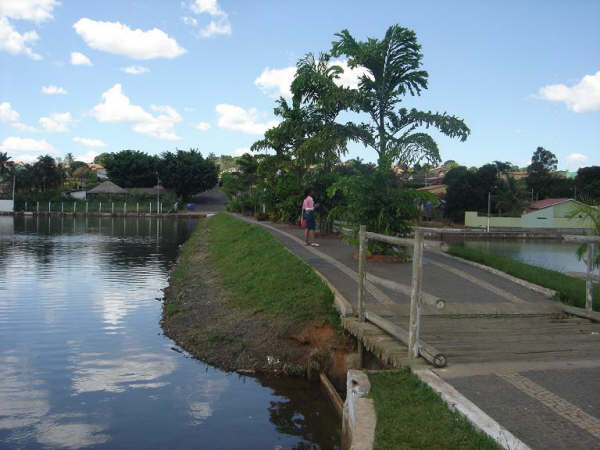
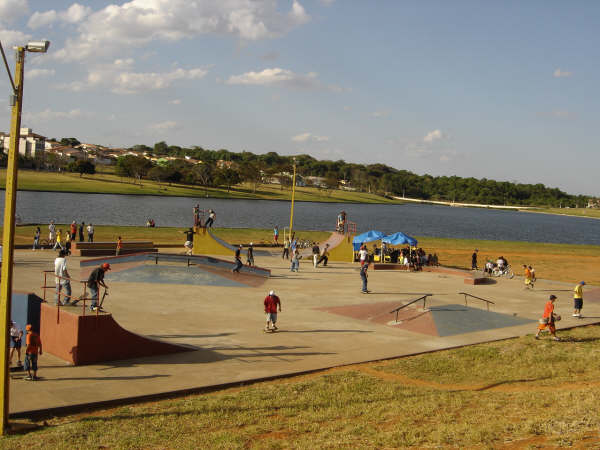
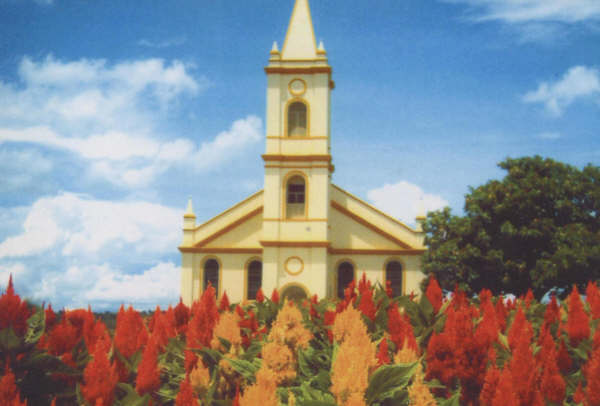
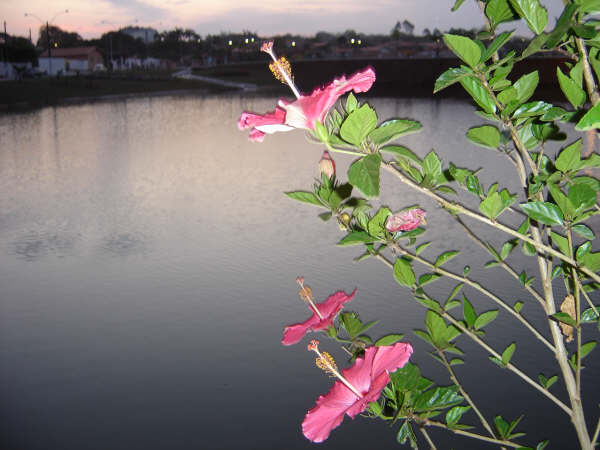

No se tiene certeza del momento exacto en el que se inició la ocupación humana en el territorio del actual municipio de Catalão. Se sabe, sin embargo, que la región donde se ubica fue habitada por dos grupos aborígenes: en el área actualmente correspondiente a los distritos de Catalão y Pires Belo, habitaron los cayapó, muy probablemente los mismos que hoy son conocidos como Panará y que habitan actualmente en el Mato Grosso. Estos aborígenes eran seminómades y se presume que tenían conocimientos de agricultura, y que plantaban calabaza, mandioca, maíz y maní, por lo menos.
En 1810, el terrateniente Antônio Manuel dejó tierras para la construcción de una iglesia y en esta iglesia empezaron a celebrar fiestas religiosas; aparecen entonces las tiendas de comestibles de la iglesia y las ventas. Nació un pueblo y luego, la ciudad. En 1824 el pueblo de Catalão tenía dieciocho casas y una iglesia o capilla, según estadísticas hechas ese año por el general de brigada Cunha Matos. En el año 1850 la ciudad ya formaba parte de dos rutas comerciales que venían de la Corte (Río de Janeiro) hacia el estado de Goiás, una llegada de Uberaba y otra de Araxá. En 20 de agosto de 1859, el pueblo se hizo ciudad y, en 1868, se creó el primer mercado público de la misma. Panoramas de los que estaban en el medio de la vida en Catalão en el siglo XIX pueden ser encontrados en el trabajo de Bernardo Guimarães, el Indio Afonso. A fines del siglo XIX, el pueblo poseía entre unas 200 casas, alojando poco más de mil habitantes.
En los primeros años del siglo XX, Catalão proveía ganado vacuno y carne a las regiones productoras de café. En la década de 1910, con el arribo del ferrocarril, el municipio había empezado a también vender arroz y frijoles a los productores de café del área y se convirtió en el municipio más rico del estado de Goiás, siendo también el más populoso de la Región Centro-Oeste, con 34.524 habitantes. Ya en la década de 2000, con una buena infraestructura en servicios, hospitales, escuelas, universidades, telecomunicaciones el municipio es uno de los más fuerte del estado de Goiás en los sectores industrial, agrícola, de ganado vacuno, comercial y de minerales. Es uno de los más importantes municipios goianos, teniendo cerca de 23 km² de área urbanizada. Su cultura y costumbres son reconocidas a escala nacional.
- Datos: Q35135
- Multimedia: Catalão (Goiás) / Q35135